# Fúlmine
Fúlmine és un personatge de còmic creat pel dibuixant, humorista i editor argentí Guillermo Divito, que va ser publicat a la revista humorística argentina Rico Tipo dels anys 40 a anys 60 del segle passat. També va aparèixer a altres publicacions com el diari Clarín
Fúlmine és un home alt i prim, de cap rodó, cara picada per la pigota i amb un llarg nas acabat en punta. Sempre vestit de vestit negre, amb paraigua i guants del mateix color, Fúlmine representa l'home malastruc a qui se li adjudica ser el portador de la mala sort i les desgràcies envers els qui tracten amb ell.
La seva indumentària anacrònica podria haver inspirat a Francisco Ibáñez per dissenyar al personatge Mortadel·lo de la seva popular sèrie Mortadel·lo i Filemó, però les semblances acaben aquí. Un altre personatge sorgit de l'editorial Bruguera que podria estar basat en Fúlmine seria el personatge de Miquel Bernet Doña Urraca.
Prova de l'èxit de Fúlmine al seu país natal, és l'aparició en 1949 d'una pel·lícula basada en el personatge.